# Mariato
Mariato (o anche Llano de Catival) è un comune (corregimiento) della Repubblica di Panama situato nel distretto di Mariato, provincia di Veraguas, di cui è capoluogo. Si estende su una superficie di 75,3 km² e conta una popolazione di 2.376 abitanti (censimento 2010).